# فرانك شانون (لاعب كرة قاعدة)
فرانك شانون (بالإنجليزية: Frank Shannon)‏ هو لاعب كرة قاعدة أمريكي، ولد في 3 ديسمبر 1873 في سان فرانسيسكو في الولايات المتحدة، وتوفي في 27 فبراير 1934 في بوسطن في الولايات المتحدة.

## وصلات خارجية
- فرانك شانون على موقعبيزبول رفرنس.كوم (الدوري الرئيسي) (الإنجليزية)
- فرانك شانون على موقعبيزبول رفرنس.كوم (الدوري الثانوي) (الإنجليزية)